# Rodolfo Mondolfo
Rodolfo Mondolfo (Senigallia, 20 agosto 1877 – Buenos Aires, 16 luglio 1976) è stato un filosofo italiano.

## Biografia
Nacque in provincia di Ancona, ultimogenito di Vito Mondolfo e Gismonda Padovani, una famiglia benestante di commercianti di origine ebraica. Suo fratello maggiore Ugo Guido (1875 - 1958) fu uno storico, membro del Partito Socialista Italiano sin dalla sua fondazione e stretto collaboratore di Filippo Turati alla rivista "Critica sociale". Anche Rodolfo aderisce alle idee marxiste e socialiste.
Tra il 1895 ed il 1899 compie gli studi universitari a Firenze, dove raggiunge il fratello, anch'egli studente dell'ateneo fiorentino, e si laurea in Lettere e Filosofia con Felice Tocco, discutendo una tesi su Condillac dal titolo: "Contributo alla storia della teoria dell'associazione", un lavoro da cui saranno poi tratti alcuni dei suoi primi saggi di storia della filosofia.
Insieme i due fratelli frequentavano un gruppo di giovani socialisti, di cui facevano parte Gaetano Salvemini, Cesare Battisti ed Ernesta Bittanti.
Fino al 1904 Mondolfo si dedica all'insegnamento nei licei nelle città di Potenza, Ferrara e Mantova.
Nel 1904 inizia la carriera universitaria con un incarico all'Università di Padova, in sostituzione di Roberto Ardigò.
Nel 1910 si trasferisce ad insegnare Storia della filosofia all'Università di Torino, dove rimarrà sino al 1914, anno in cui ottiene la stessa cattedra all'Università di Bologna. Nell'immediato primo dopoguerra, a Senigallia, viene eletto consigliere comunale nelle file del Partito Socialista Italiano, al quale anch'egli aveva aderito sin dagli anni universitari, ma questo sarà l'unico incarico ufficiale ricoperto da Mondolfo nel partito. Gli anni che vanno dall'inizio del secolo al 1926 sono forse quelli in cui è più intensa e fervida l'attività letteraria e politica di Mondolfo: nel 1903 inizia infatti la sua collaborazione con la rivista "Critica Sociale", protrattasi fino al 1926, anno in cui la rivista viene soppressa dal regime fascista.
In questo stesso periodo pubblica alcune delle sue opere più importanti come i "Saggi per la storia della morale utilitaria" di Hobbes (1903) ed Helvétius (1904), "Tra il diritto di natura e il comunismo", (1909), "Rousseau nella formazione della coscienza moderna" (1912), "Il materialismo storico in F. Engels" (1912), "Sulle orme di Marx" (1919). Nel 1925 Mondolfo è tra i firmatari del Manifesto degli intellettuali antifascisti, redatto da Benedetto Croce. Dopo il 1926, per la soppressione della rivista a cui collabora più attivamente, e per l'inasprirsi dei controlli e delle censure poste dal regime fascista, nell'evidente impossibilità di proseguire i suoi studi sulla dottrina marxista, si dedica allo studio del pensiero filosofico greco. Ciò nonostante, pur in questo periodo, grazie alla politica di Giovanni Gentile che volle coinvolgere studiosi di diverso orientamento nell'impresa, collabora con l'Istituto dell'Enciclopedia Italiana e scrive la voce Socialismo pubblicata nella prima edizione dell'Enciclopedia Treccani (Volume XXXI, 1936).
Nel maggio 1939, in seguito alle leggi razziali fasciste che vietavano agli ebrei di ricoprire cariche pubbliche, Mondolfo scrisse il proprio curriculum di benemerenze e vi inserì lo stesso Gentile come testimone il quale "nel 1937 ebbe a propormi per il Premio Reale di filosofia presso la R. Accademia dei Lincei". Gentile autorizzò Mondolfo a citarlo tra i testimoni e tentò inutilmente di farlo rientrare tra gli esclusi dalle leggi razziali. Quando Mondolfo è costretto a lasciare l'Italia, Gentile scrive al filosofo Coriolano Alberini e lo aiuta a trovare lavoro in Argentina,  dove Mondolfo intendeva trasferirsi con la moglie e i figli. Qui, nel 1940, dopo un breve periodo di incertezze, riesce ad ottenere un incarico presso l'Università di Córdoba per un seminario di filosofia ed una cattedra di greco antico. Mondolfo scrisse in seguito a Gentile ringraziandolo per l'"amicizia fraterna".
Nel 1946 ha inizio in Argentina il periodo del regime peronista, che si protrarrà sino al 1955, e di lì a poco sarà seguito dalla dittatura militare argentina. Sono anni questi che fanno rivivere a Mondolfo molte delle spiacevoli esperienze passate in Italia durante il fascismo. Anche se in Argentina non si dedica attivamente alla vita politica, è proprio per contrasti di tipo politico con l'ambiente universitario di Córdoba che nel 1948 preferisce trasferirsi all'università di Tucumán, in cui ottiene la cattedra di Storia della filosofia antica che mantiene fino al 1952, anno in cui si trasferisce a Buenos Aires dove muore il 16 luglio del 1976. Il suo archivio personale è depositato in parte a Firenze presso la Fondazione di Studi Storici Filippo Turati ed in parte presso la Biblioteca di Filosofia Università degli Studi di Milano.

## Opere
- Il materialismo storico in Federico Engels, Formiggimi, 1912; La Nuova Italia, 1952; La Nuova Italia, 1973.
- Sulle orme di Marx (1919), Cappelli, 1923.
- I primordi del movimento operaioin Italia fino al 1872 e il conflitto tra Mazzini e Bakunin, Società Anonima Editrice Dante Alighieri, 1930.
- L'infinito nel pensiero dei Greci, Felice Le Monnier, 1934; La Nuova Italia, 1968.
- Problemi e metodi di ricerca nella storia della filosofia, Zanichelli, 1935; La Nuova Italia, Firenze, 1952  (nuova edizione Milano, Bompiani 2012).
- Gli albori della filosofia in Grecia, «La Nuova Italia», n. 1, 20 gennaio 1936; Editrice Petite Plaisance, Pistoia, 2010.
- La comprensione del soggetto umano nella cultura antica (1955), La Nuova Italia, 1967 (nuova edizione Milano, Bompiani 2012).
- Alle origini della filosofia della cultura, Il Mulino, 1956.
- Il pensiero politico nel Risorgimento italiano, Nuova accademia, 1959.
- Cesare Beccaria, Nuova Accademia Editrice, 1960.
- Moralisti greci: la coscienza morale da Omero a Epicuro, Ricciardi, 1960.
- Da Ardigò a Gramsci, Nuova Accademia, 1962.
- Il concetto dell'uomo in Marx, Città di Senigallia, 1962.
- Momenti del pensiero greco e cristiano, Morano, 1964.
- Umanismo di Marx. Studi filosofici 1908-1966, Einaudi, 1968.
- Il contributo di Spinoza alla concezione storicistica, Lacaita, 1970.
- Polis, lavoro e tecnica, Feltrinelli, 1982.
- Educazione e socialismo, Lacaita, 2005.
- Gli eleati, Bompiani, 2011.